# Dioscorea pseudotomentosa
Dioscorea pseudotomentosa är en enhjärtbladig växtart som beskrevs av David Prain och Isaac Henry Burkill. Dioscorea pseudotomentosa ingår i släktet Dioscorea och familjen Dioscoreaceae. Inga underarter finns listade i Catalogue of Life.